# Kalzeubet Pahimi Deubet
Kalzeubet Pahimi Deubet (Lac Léré, 1 de janeiro de 1957) é um economista e político chadiano, que ocupava o cargo de primeiro-ministro entre 2013 e 2016.